# Radikal 130
Radikal 130 mit der Bedeutung „Fleisch“ ist eines von 29 der 214 traditionellen Radikale der chinesischen Schrift, die mit sechs Strichen geschrieben werden.
Mit 167 Zeichenverbindungen in Mathews’ Chinese-English Dictionary gibt es sehr viele Schriftzeichen, die unter diesem Radikal im Lexikon zu finden sind.
Das Radikal „Fleisch“ nimmt nur in der Langzeichen-Liste traditioneller Radikale, die aus 214 Radikalen besteht, die 130. Position ein. In modernen Kurzzeichen-Wörterbüchern kann es sich an ganz anderer Stelle finden. Im Neuen chinesisch-deutschen Wörterbuch aus der Volksrepublik China steht es zum Beispiel an 118. Stelle.
In Zeichenverbindungen wird fast ausschließlich die Schreibvariante 月 verwendet, im Schriftbild identisch mit Radikal 74 (= Mond); das Zeichen 月 steht dabei immer links; dazu gibt es auch die Variante ⺼ (U+2EBC) aus einem anderen Codepointbereich.

## Schriftzeichenverbindungen, die vom Radikal 130 regiert werden
| Striche | Zeichen |
| ------- | --- |
| +0      | 肉 (⺼↔月) |
| +01     | 肊 |
| +02     | 肋 肌 肍 肎 肏 |
| +03     | 肐 肑 肒 肓 肔 肕 肖 肗 肘 肙 肚 肛 肜 肝 肞 肟 肠 |
| +04     | 股 肢 肣 肤 肥 肦 肧 肨 肩 肪 肫 肬 肮 肯 肰 肱 育 肳 肴 肵 肶 肷 肸 肹                                                                                  |
| +05     | 肺 肻 肼 肽 肾 肿 胀 胁 胂 胃 胄 胅 胆 胇 胈 胉 胊 胋 背 胍 胎 胏 胐 胑 胒 胓 胔 胕 胖 胗 胘 胚 胛 胜 胝 胞 胟 胠 胡 胢 胣 胤 胥 胦 胧 胨 胩 胪 胫 胬 脉 |
| +06     | 胭 胮 胯 胰 胱 胲 胳 胴 胵 胶 胷 胸 胹 胺 胻 能 胾 胿 脀 脁 脂 脃 脄 脅 脆 脇 脈 脊 脋 脌 脍 脎 脏 脐 脑 脒 脓 脔                                        |
| +07     | 脕 脖 脗 脘 脙 脚 脛 脜 脝 脞 脟 脠 脡 脢 脣 脤 脥 脦 脧 脨 脩 脪 脫 脬 脭 脮 脯 脰 脱 脲 脳 脴 脵 脶 脷 脸 腕                                           |
| +08     | 胼 脹 脺 脻 脼 脽 脾 脿 腀 腁 腂 腃 腄 腅 腆 腇 腈 腉 腊 腋 腌 腍 腎 腏 腐 腑 腒 腓 腔 腖 腗 腘 腙 腚                                                    |
| +09     | 腛 腜 腝 腞 腟 腠 腡 腢 腣 腤 腥 腦 腧 腨 腩 腪 腫 腬 腭 腮 腯 腰 腱 腲 腳 腴 腵 腶 腷 腸 腹 腺 腻 腼 腽 腾 腿                                           |
| +10     | 膀 膁 膂 膃 膄 膅 膆 膇 膈 膉 膊 膋 膌 膍 膎 膏 膐 膑 |
| +11     | 膒 膓 膔 膕 膖 膗 膘 膙 膚 膛 膜 膝 膞 膟 膠 膡 膢 膣 |
| +12     | 膥 膦 膧 膨 膩 膪 膫 膬 膭 膮 膯 膰 膱 膲 膳 膴 膵 膶 |
| +13     | 膷 膸 膹 膺 膻 膼 膽 膾 膿 臀 臁 臂 臃 臄 臅 臆 臇 臈 臉 臊 臋 臌                                                                                        |
| +14     | 臍 臎 臏 臐 臑 臒 臓 |
| +15     | 臔 臕 臗 臘 |
| +16     | 臖 臙 臚 臛 臜 |
| +17     | 臝 |
| +18     | 臞 臟 |
| +19     | 臠 臡 臢 |

 Im Unicodeblock Kangxi-Radikale ist das Radikal 130 unter der Codepointnummer 12.161 (U+2F81) codiert.